# Monhystera microphthalma
Monhystera microphthalma är en rundmaskart som beskrevs av Deman. Monhystera microphthalma ingår i släktet Monhystera och familjen Monhysteridae. Arten är reproducerande i Sverige. Inga underarter finns listade i Catalogue of Life.